# ГЕС Xiǎoyántóu
ГЕС Xiǎoyántóu (小岩头水电站) — гідроелектростанція на півдні Китаю у провінції Юньнань. Знаходячись між ГЕС Xiàngbílǐng (вище по течії) та ГЕС Hóngshíyán, входить до складу каскаду на річці Ніулан, правій притоці Дзинша (верхня течія Янцзи). В майбутньому нижче від станції Xiǎoyántóu збираються спорудити ГЕС Luōjiāpíng.
В межах проекту річку перекрили бетонною гравітаційною греблею висотою 35 метрів та довжиною 72 метра, яка утримує невелике водосховище з об’ємом 2,8 млн м3 (під час повені до 3,5 млн м3) і корисним об’ємом 1,2 млн м3. В резервуарі припустиме коливання рівня поверхні під час операційної діяльності між позначками 1276 та 1281 метр НРМ (під час повені – до 1284,5 метра НРМ).
Зі сховища ресурс спрямовується до прокладеного у лівобережному гірському масиві дериваційного тунелю довжиною понад 6 км. Він транспортує ресурс для трьох турбін типу Френсіс потужністю по 43,3 МВт.